# Burgosi vizsla
A burgosi vizsla (spanyolul: perdiguero de Burgos) egy spanyol kutyafajta.

## Történet
Kialakulása az 1600-as évekre tehető. Régi fajta, melynek eredete nem pontosan ismert, de minden kétséget kizáróan egy ősi típusú spanyol vadászkutya, a Sabueso kopó leszármazottja. Egykor szarvast vadásztak vele, ma inkább már csak a fogolyvadászatokon jeleskedik.

## Külleme
Marmagassága 66-76 centiméter, tömege 25-30 kilogramm. Karcsú és izmos testéhez képest masszív fejű állat. Szőrzete rövid és finom szálú. Színe májbarna-fehér, jól elhatárolt jegyekkel.

## Jelleme
Természete éber és tanulékony.